# 技術開発
技術開発（ぎじゅつかいはつ）とは人間が産業や生活などにおいて、それを一層有効な形で運営をできるための技術を獲得することを目的として、それを成し遂げるための組織的な努力のことを言う。技術開発を行う方法というのは、科学においての知識や法則を基盤として、それを社会においてのニーズに当てはまっている製品や製法を発明するという事へと導くということである。そのためには発明が行われる新製品のイメージを明確にした上で、それが社会において受け入れられるための実用化を行っていくまでの過程までも技術開発において行われる事柄である。